# Relazioni bilaterali tra Albania e Kosovo
Per relazioni bilaterali tra Albania e Kosovo (in albanese Marrëdhëniet Shqiptaro-Kosovare) ci si riferisce alle relazioni attuali, culturali e storiche dell'Albania e del Kosovo. L'Albania ha un'ambasciata a Pristina e il Kosovo ha un'ambasciata a Tirana. Ci sono 1,6 milioni di albanesi che vivono in Kosovo - ufficialmente il 92,93% dell'intera popolazione del Kosovo - e l'albanese è una lingua ufficiale del Kosovo. Allo stesso modo, i popoli dei due paesi condividono tradizioni e folclore comuni.
Come membro a pieno titolo dell'Organizzazione del Trattato dell'Atlantico del Nord, l'Albania sostiene il Kosovo nel suo percorso di integrazione della NATO.

## Storia

### Moderno
Nel 1992 l'Albania fu l'unico paese il cui parlamento votò per riconoscere la Repubblica del Kosova, che era stata proclamata indipendente nel 1991. Il sostegno ufficiale era limitato alla dichiarazione. Nel 1994, quando il conflitto in Bosnia si intensificò, l'Albania fece un passo indietro riconoscendo i confini della Jugoslavia, che includeva il Kosovo.

### Indipendenza

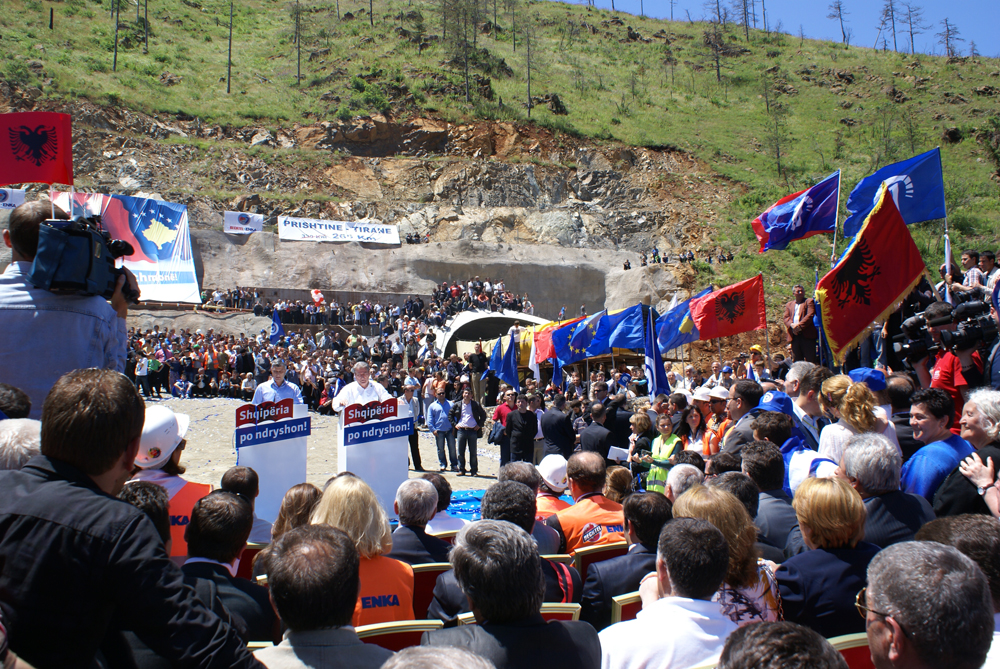
I primi ministri Hashim Thaçi del Kosovo e Sali Berisha dell'Albania all'apertura del tunnel di Kalimash

Quando il Kosovo ha dichiarato la propria indipendenza dalla Serbia il 17 febbraio 2008, l'Albania è diventata uno dei primi paesi ad annunciare ufficialmente il riconoscimento della sovrana Repubblica del Kosovo, riconosciuta oggi da 112 dei 193 (58%) stati membri dell'ONU.
Il 18 agosto 2009, il primo ministro albanese Sali Berisha vene citato dicendo: "Non ci dovrebbe essere un'amministrazione doganale tra i due paesi. Non dovremmo assolutamente permettere all'Albania e al Kosovo di vedersi reciprocamente come paesi stranieri". Questo commento oltraggiò la Serbia.
Il ministero degli Esteri albanese, in una nota di chiarimento rivolta alla Serbia, ha dichiarato: "L'Albania considera lo stato indipendente del Kosovo come un fattore di pace e stabilità nella regione dei Balcani, mentre la sua indipendenza è considerata un chiaro passo al servizio delle persone, della stabilità e della prospettiva europea della regione". Ha inoltre affermato che la politica estera della Repubblica d'Albania "si basa su obiettivi comuni di integrazione euro-atlantica del paese, della Repubblica di Kosova e dell'intera regione".

## Relazioni

### Culturali
Nell'ottobre 2011 venne raggiunto un accordo tra il Ministero della cultura del Kosovo e quello dell'Albania sull'uso comune di ambasciate e servizi di consulenza.
Nel maggio 2012 venne approvato da entrambi i governi un libro di testo comune per gli studenti di prima elementare.

### Economiche
La Konfindustria albanese ha lanciato per prima l'idea di un mercato regionale albanese nel 2008 e l'idea di uno spazio economico comune tra Albania e Kosovo è stata discussa dai funzionari del governo del Kosovo nel 2011.
Furono rafforzati soprattutto da Behgjet Pacolli in alcuni dei suoi discorsi in Albania: sosteneva che l'unione economica avrebbe aumentato la concorrenza verso l'UE. Le idee di Pacolli sono state approvate dal Partito per la Giustizia, l'Integrazione e l'Unità.